# Eletrolaser
Um eletrolaser é um tipo de arma de eletrochoque e/ou uma arma de energia dirigida. Ela usa lasers para formar um canal de plasma induzido por laser (CPIL) eletricamente condutor. Uma fração de segundo depois, uma poderosa corrente elétrica é enviada para esse canal de plasma e mandada para o alvo, assim, como um funcionamento global como uma versão de larga escala, de alta energia e longa distância da Taser.
Uma corrente alternada é enviada através de uma série transformadores, aumentando a voltagem e diminuindo a corrente.

## Canal de plasma induzido por laser
Um canal de plasma induzido por laser (CPIL) é formado pelo seguinte processo: 
- Um dispositivo de laser emite um raio laser no ar.
- O raio de laser rapidamente esquenta e ioniza os gases ao redor, formando assim o plasma.
- O plasma forma um canal de plasma eletricamente condutor.

Por um canal de plasma induzido por laser depender de ionização, deve haver gás entre a arma de eletrolaser e seu alvo. Se a frequência emitida pelo raio laser possuir energia suficiente para ionizar o gás (vide Efeito fotoelétrico), de preferência o nitogênio, ele irá romper a ligação dos elétrons da moléculas do ar criando plasma.

## Aplicações
Métodos de uso:
- Incapacitar um humano ou um animal através de um choque elétrico.
- Danificar, incapacitar ou mesmo destruir dispositivos elétricos e eletrônicos.
- Como tanto eletrolaser quanto raios usam canais de plasma para conduzir corrente elétrica, o primeiro pode intensificar um canal de plasma induzido por luz para usos como: 
  - Estudar os raios.
  - Durante uma trovoada, para fornecer um caminho seguro para uma descarga de raios, tal qual um para-raios.[2]
  - Estação de coleta terrestre com o propósito de captação de energia de raios.

## Exemplos de eletrolasers

### Applied Energetics / Ionatron
A companhia aberta Applied Energetics (antiga Ionatron) desenvolve armas de energia dirigida para as Forças Armadas dos Estados Unidos. A companhia tem produzido um dispositivo chamado Joint IED Neutralizer (JIN), que foi considerado impróprio para uso em 2006. O JIN será utilizado para detonar artefatos explosivos improvisados (AEI) com segurança. Futuros projetos incluem armas montadas em veículos de terra, ar e mar e também uma versão de infantaria móvel.
Applied Energetics salientou que as armas conterão com a opção não letal.
Applied Energetics / Ionatron declararam que estão trabalhando em um sistema eletrolaser, chamado LGE (Laser Guided Energy, em tradução livre, Energia Guiada por Laser) A empresa também estuda um canal de plasma induzido por laser (CPIL) para emprego em sistemas de segurança, permitindo apenas a entrada de pessoas autorizadas.

### HSV Technologies
HSV Technologies, antigamente de San Diago, california, está desenvolvendo um dispositivo não-letal que teve seu perfil traçado em 2002 no artigo "Beyond the Rubber Bullet" (em livre tradução, "Além da bala de borracha"), da revista TIME. Trata-se de um eletrolaser que usa raios laser ultravioleta de 193 nm, e promete imobilizar alvos vivos à distância, portanto, sem necessitar de contato. Há planos para uma variante capaz de incapacitar motores, que terá entre os seus usos o de atacar ignições eletrônicas usando um laser de 248 nm.

### Picatinny Arsenal
Cientistas e engenheiros da Picatinny Arsenal demonstraram que uma descarga elétrica pode fluir através de um raio laser. Tal raio conta com autofoco devido a sua extrema intensidade de 50 bilhões de Watts, capaz até de mudar a velocidade da luz no ar. Testes em janeiro de 2012 obtiveram sucesso.

## Dispositivos similares
Tem sido feito experimentos com uso de raio laser com o objetivo de descarregar cargas elétricas naturais no ar, causando um "raio acionado por laser".